# Енгалычев, Николай Николаевич (шахматист)
Князь Николай Николаевич Енгалы́чев (латыш. Nikolajs Engaličevs, итал. Nicola Engalicew, англ. Nicolas Engalicev; 18 февраля 1915, Петроград — 1981) — латвийский, итальянский и канадский шахматист из рода Енгалычевых. Чемпион Римa (1947) и Квебека (1958), призёр чемпионатов Латвии (1943) и Италии (1950) по шахматам.

## Биография
Родился в семье князя Николая Николаевича Енгалычева (1878—1932/3) и его жены Анастасии Андреевны Фрейганг (1892—1955). После Октябрьской революции мать с детьми переехала в Латвию, в родовое имение под Режицей. А отец принял участие в Белом движении. Он остался в Советской России, где был репрессирован и в начале 1930-х погиб в Соловецком лагере особого назначения.
В 1933 году Николай Енгалычев окончил Русскую гимназию в Риге. В 1934 году поступил на инженерно-технический факультет Латвийского университета, где проучился с перерывами до 1942 года. Но диплом он так и не получил. В 1937 году принял участие в шестом шахматном конгрессе Латвии, где разделил 6-7 место в полуфинале с Эриком Лаздиньшем. В 1938—1939 годах служил в латвийской армии. В июле 1939 года он женился на солистке балета Латвийской национальной оперы Вере Петровне Якоби (1910—2004). И в тот же день был заключён брак брата Николая Андрея с сестрой Веры Анной. 23 июля 1939 года, в Балдоне, в только что освящённом храме Св. Пантелеймона-целителя, состоялось двойное венчание братьев Енгалычевых с сёстрами Якоби. Вскоре после свадьбы Андрей с женой уехал работать инженером в Бельгийское Конго, где провел годы Второй мировой войны. После присоединения Латвии к СССР в 1940 году был репрессирован отец жены Николая, известный латвийский адвокат Петр Николаевич Якоби (1877—1941). Во время войны распался брак Веры и Николая, позже Вера выступала на сцене с фамилией своей матери — Лихачёва. В 1943 году Николай Енгалычев выиграл Рижский городской чемпионат по блицу. В декабре того же года он очень успешно участвовал в латвийском шахматном чемпионате, где долгое время занимал второе место, но только два поражения на финише помешали встать выше дележа третьего места вместе с Леонидом Дрейбергом, Луцийсом Эндзелином и Аугустом Страутманисом (турнир выиграл Игорь Жданов, а вторым был Зигфрид Солманис).
В конце Второй мировой войны Николай Енгалычев служил в штабе РОА. Он избежал выдачи и оказался в Италии. Проживал в Риме, закончил там инженерно-технический факультет Римского университета. В 1950-х годах работал начальником отдела иммиграции во «Всемирном совете церквей» (англ. World Council of Churches), где помогал многим эмигрантам из Восточной Европы, которые ехали через Италию в другие страны. В 1947 году он выиграл чемпионат Рима по шахматам. В течение двух лет подряд занимал второе место в национальном турнире мастеров в Венеции (1947, 1948). В 1950 году в Сорренто занял 2-е место в чемпионате Италии по шахматам. В течение всего турнира он был лидером и только поражение в предпоследнем туре от будущего победителя Джорджо Порреки отбросило его на второе место. В ноябре 1957 года, когда команда шахматистов Риги проводила турне по Италии, Енгалычев сыграл за сборную Рима и проиграл две партии будущему гроссмейстеру Айвару Гипслису.
В начале 1958 года по служебным делам переехал в Канаду, где сначала жил в Торонто, а потом в Монреале. В 1958 году он выиграл чемпионат Квебека по шахматам и продолжал успешно участвовать в шахматных турнирах до конца 1970-х годов. Умер в 1981 году.